# HMS Europa (1765)
HMS Europa (1765) — 64-пушечный линейный корабль 3 ранга Королевского флота. Заказан 16 декабря 1761 года. Спущен на воду 21 апреля 1765 года на частной верфи в Лепе, Хэмпшир. Второй британский корабль, названный Europa. Переименован в HMS Europe в 1778 году, провёл остальную службу под этим именем.
Закончен слишком поздно для Семилетней войны, бо́льшая часть службы прошла во время Американской войны за независимость. Поддерживал флот и служил флагманом нескольких адмиралов, в их числе Джон Монтегю, Молинье Шулдам и Мариот Арбютнот. В своё время в североамериканских водах принял участие в нападении на Сен-Пьер и Микелон в 1778 году, был у мыса Генри 16 марта и при Чесапике 5 сентября 1781 года.
Среди последних известных командиров HMS Europe, когда война приближалась к концу, были Джон Дакворт и Артур Филлип. Последний повел её в Ост-Индию, и с нею вернулся после окончания войны. Во время сокращения флота в мирное время корабль был выведен в резерв, и снова вошел в строй только с началом Французских революционных войн. Вернулся к службе только в 1796 году, в качестве плавучей тюрьмы стоял в Плимуте, в этой роли и провел остаток Французской революционной войны, Наполеоновские войны, и наконец был разобран в 1814 году.

## Постройка и ввод в строй
Заказан на частной верфи Henry Adams, в Лепе, Хемпшир, 16 декабря 1761 года, заложен в феврале 1762 года, спущен на воду там же 21 апреля 1765 года. К этому времени Семилетняя война закончилась, корабль было приказано сразу поставить в резерв, а не вводить в активную службу, что и было завершено к 5 мая 1765 года. Назван HMS Europa 18 апреля 1763 года, на стадии постройки. Начало Американской войны за независимость увеличило потребность в кораблях, и приказом Адмиралтейства от 19 сентября 1777 года, корабль начал оснащение и подготовку к службе в море. Встал на верфь в Портсмуте, которая уже проводила мелкий ремонт с октября 1776 года; введен в строй в сентябре 1777 года. Первым капитаном стал Тимоти Эдвардс (англ. Timothy Edwards). Переименован в HMS Europe 9 января 1778 года, закончил оснащение в марте того же года.

## Служба
Участвовал в Американской революционной войне.
Эдвардса сменил капитан Фрэнсис Парри (англ. Francis Parry) в апреле 1778 года, и в Europe стал флагманом вице-адмирала Джона Монтегю, под флагом которого в мае 1779 года ушёл на Ньюфаундленд. Участвовал в атаке на Сен-Пьер и Микелон 14 сентября 1778 года, в том же месяце Пэрри сменил капитан Томас Дэви (англ. Thomas Davey). Входил в эскадру Молинье Шулдама. В апреле 1779 года командование принял капитан Уильям Свини (англ. William Swiney), теперь уже в качестве флагмана вице-адмирала Мариотта Арбютнота, и проведя некоторое время в английских водах, в мае 1779 года снова пошел в Северную Америку.
Весной Арбютнот был назначен главнокомандующим Североамериканской станции. Вышел в море 1 мая, а на следующий день узнал от судна, с которым переговорил в Канале, что 5 французских кораблей, бомбардирский кеч и другие мелкие суда атаковали острова Джерси и высадили людей. Он изменил курс, чтобы оказать помощь. К тому времени как он прибыл, французы были отбиты, и он снова повернул в Нью-Йорк. Europe был среди линейных кораблей, сопровождавших адмирала, когда он эскортировал сэра Генри Клинтона и его войска в экспедиции в Южную Каролину. 20 декабря адмирал перенес флаг на HMS Roebuck из-за его меньшей осадки.
Капитан Смит Чайлд (англ. Smith Child) принял командование в августе 1780 года. Корабль участвовал в боях у мыса Генри 16 марта и при Чесапике 5 сентября 1781 года. Во время Чесапикского сражения был ведущим в дивизионе центра, наряду с 74-пушечным HMS Montagu, и принимал активное участие в бою. Эти два корабля получили тяжелые повреждения, на Europe открылась течь, её такелаж был сильно посечен, несколько пушек сбито. 9 человек были убиты, а ещё 18 получили ранения. Британский флот в конце концов вышел из боя. В марте 1782 года корабль выведен в резерв и рассчитан. Прошел ремонт в Плимуте с мая по сентябрь того же года, во время которого он был обшит медью.
Europe повторно вошла в строй в августе 1782 под командованием капитана Джона Дакворта. На следующий год командование перешло к капитану Артуру Филиппу. Пошел в Ост-Индию в январе 1783 года, вернулся на следующий год, и в мае 1784 года вывел корабль в резерв.
В июле 1784 года Europe был поставлен в отстой в Плимуте, и так провел остаток мирных лет. Возобновил службу во время Французских революционных войн, в июле 1796 года. Использовался в качестве плавучей тюрьмы в Плимуте, лейтенант Джон Гардинер (англ. John Gardiner). Снова выведен в резерв и рассчитан в сентябре 1800 года. Введен в строй снова в сентябре 1801 года под командованием лейтенанта Томас Дарракота (англ. Thomas Darracot), снова служил тюрьмой, пока не был выведен в марте 1802 года. Он снова был на службе, по-прежнему в качестве плавучей тюрьмы, между ноябрем 1804 и декабрем 1809 года, под командованием лейтенанта Уильяма Стайлза (англ. William Styles) и на короткое время введен в строй в 1814, лейтенант Джон Миллс Мадж (англ. John Mills Mudge).
Наконец разобран в Плимуте в июле 1814 года.